# 愛宕自然公園
愛宕自然公園（あたごしぜんこうえん）は、岩手県奥州市江刺藤里にある歴史公園。

## 概要
1993年（平成5年）皇太子徳仁親王成婚を記念して整備された。面積36,000平方メートルの園内には自然散策路があり、周囲には伊手川が流れ、展望台からは当園西側の市街地までを見渡せる。季節に応じた花や紅葉が見られる他、歴史的建造物、記念物が点在している。

## 敷地内施設等

### 愛宕神社
- 祭神は軻遇突智火神。801年（延暦20年）、坂上田村麻呂が創始したと伝わる。1655年（明暦元年）勝軍地蔵尊を勝軍寺に移す。鳥居、参道、本殿、鐘楼、奥の院がある。

### 藤里の珪化木
- 奥の院から約15m離れて伊手川に面した急な崖の頂上部に珪化木がある。当地の地質は、第三紀層の稲瀬層（新第三系中新統に属し、約1,500万年前に形成された）と呼ぶ安山岩の礫をまじえた砂質凝灰岩からなり、当木はこの中に立ったままで埋没している。現在見えているのは、主幹の先端部の4m程（直径1.3m）だけで、全長10mを越すと推定される[2]。樹種はセコイアで、第三紀の頃には日本各地で大森林をなしていたといわれる。当木は県内では根反の大珪化木に次いで大きく、しかも直立した樹幹である[2]。1963年（昭和38年）12月24日、県から天然記念物・地質鉱物に指定された[3]。

### 蔵王権現社
- 祭神は蔵王権現。由緒不明。1741年（寛保元年）の棟札がある。

### その他
- 盛岡市ゆかりの歌人、立原道造や武島繁太郎の歌碑があり、山の中腹には沼尻城の跡地がある。

## 現地情報

### 所在地
- 岩手県奥州市江刺藤里字石名田

### 交通アクセス
- 東北新幹線水沢江刺駅より車15分
- 江刺バスセンターよりバス、藤里バス停より徒歩10分

### 駐車場
- あり